# India ai XXII Giochi olimpici invernali
L'India ha partecipato ai XXII Giochi olimpici invernali, che si sono svolti dal 7 al 23 febbraio a Soči in Russia, con una delegazione composta da 2 atleti.
Prima dell'inizio dei Giochi, il CIO aveva sospeso il Comitato Olimpico Indiano per alcune inadempienze ai precetti della Carta Olimpica e come misura di protezione a causa delle ingerenze fatte dal governo indiano nel processo di elezione dei membri del comitato nazionale. Per questa ragione gli atleti capaci di guadagnare la qualificazione ai Giochi di Soči avrebbero partecipato sotto la bandiera olimpica e con la denominazione "Partecipanti Olimpici Indipendenti", non potendo partecipare per i colori dell'India. 
Tuttavia l'11 febbraio, per la prima volta nella storia dei Giochi, il CIO ha revocato la sospensione, permettendo così agli atleti indiani di gareggiare per l'India per le gare rimanenti, e di sfilare sotto la bandiera indiana durante la cerimonia di chiusura.

## Delegazione

### Sci alpino
- Himanshu Thakur - Slalom gigante maschile

### Sci di fondo
- Nadeem Iqbal - 15 km maschile